# Opactwo św. Lamberta w Liessies

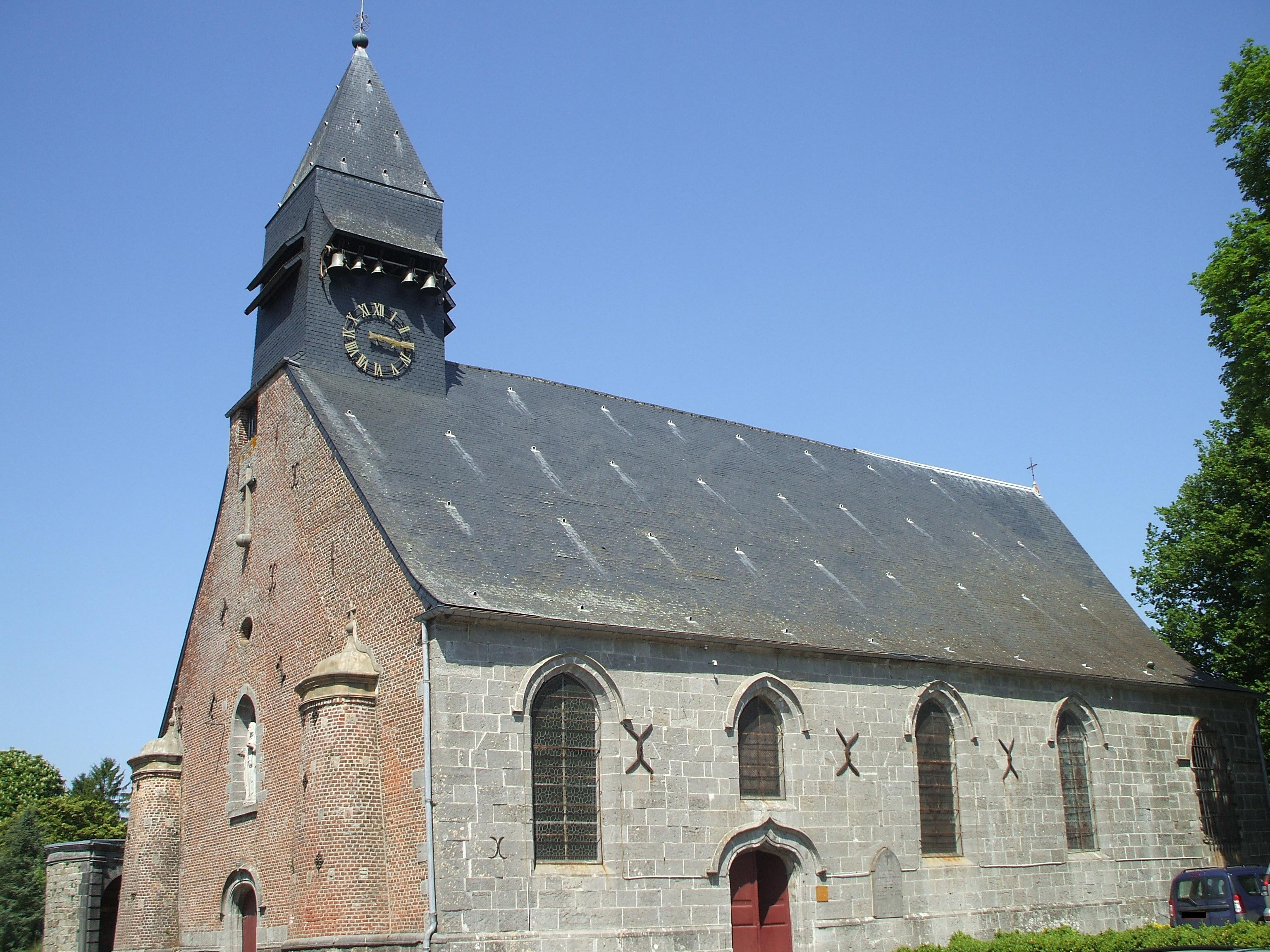
Kościół św. Hiltrudy w Liessies

Opactwo św. Lamberta w Liessies – opactwo benedyktyńskie ufundowane w 751 przez Wilberta, hrabiego Poitou. Zniszczone w czasie Wielkiej Rewolucji Francuskiej.

## Historia
Wilbert, hrabia Poitou, w połowie VII wieku opuścił swój rodzinny region uciekając przed represjami ze strony Gaivre’a, hrabiego Akwitanii. Otrzymał od Pepina Małego ziemię w Pikardii ze stałym miejscem pobytu w Merlemont. Według legendy któregoś dnia w czasie polowania udało mu się zabić dzika i to w lesie Fagne, na miejscu, gdzie padło zwierzę, kazał wybudować opactwo.
Budowa, rozpoczęta w 751, trwała 7 lat. Klasztor poświęcił biskup Cambrai Alberyk, Pierwszym przeorem opactwa został jeden z synów Wilberta Gontrad. Za jego sprawą klasztor podniósł swój prestiż pozyskując relikwie św. Lamberta przeniesione tutaj z Liège. W klasztorze zamieszkała również, jako rekluza, córka Wilberta Hiltruda, która spędziła w odosobnieniu ostatnie osiemnaście lat życia przed śmiercią w 769. Została ona w kolejnym stuleciu kanonizowana, a kościół klasztorny przyjął jej imię.
W 881 klasztor został po raz pierwszy spustoszony przez Normanów, którzy wymordowali lub wzięli w niewolę mieszkających w nim zakonników, nie niszcząc jednak samych budynków. W sytuacji braku gospodarza zostały one przejęte samowolnie przez właścicieli sąsiadujących wsi, którzy zostawili jedynie jednego kapłana – opiekuna kościoła.
W 1003 w Lissies ustanowiono kanonię i nakazano zwrot zagarniętych ziem. Kanonicy wytoczyli wówczas proces odpowiedzialnym za uprzedni samowolny zabór i w rezultacie wywalczyli wysokie odszkodowanie, które pozwoliło na remont klasztoru. Dzięki prywatnym dotacjom (przede wszystkim od Ermentrady Adelard, żony innego miejscowego feudała, oraz Teodoryka i Ady d’Avesnes), wybudowano nowy kościół na miejscu dawnego. Do opactwa powrócili benedyktyni. Tymczasem nowy pan na Avesnes Gautier d’Oisy na czele prywatnego pocztu splądrował opactwo i całkowicie zniszczył jedną z jego wież w ciągu kilku kolejnych wypraw, którym nie zapobiegła nawet mediacja Bernarda z Clairvaux oraz hrabiego Hainaut. Zmiana postawy d’Oisy’ego nastąpiła około roku 1100, kiedy jego syn Thierry zginął zamordowany przez bandytów na pobliskim gościńcu. Feudał uznał to wydarzenie za karę boską za przewinienia wobec klasztoru, przekazał zatem mnichom sporą sumę pieniędzy w zamian za pochowanie zamordowanego syna i siebie samego na terenie klasztoru.
W wiekach XII i XIII klasztor pozyskał kilka cennych relikwii, które uczyniło go jednym z częściej odwiedzanych miejsc pielgrzymkowych we Francji. Thomas de Walcourt przywiózł do niego drzazgę z Krzyża Świętego, pochowano tu św. Ettona z Dompierre. Dopiero wojna stuletnia zakończyła ten okres świetności po tym, jak w 1339 król Anglii Edward III zatrzymał się w Avesnes, a jego wojska splądrowały całą okolicę. Lepsze czasy nastały dla opactwa dopiero w 1520, kiedy stanowisko jego przeora piastowali kolejno Gilles Gipus i Louis de Blois-Châtillon, słynny w swoich czasach mistyk i autor Entretiens spitiruels.
W 1791 opactwo zostało zamknięte, a mnisi zmuszeni do wyjazdu mimo wcześniejszej deklaracji chęci złożenia przysięgi na konstytucję cywilną kleru. Mieszkańcom pobliskiego Dompierre udało się uratować relikwie św. Ettona, pozostała część opactwa uległa stopniowemu zniszczeniu. Dziś jedyne jego ślady to część ścian kościoła św. Hiltrudy oraz przechowywane w nim elementy wyposażenia opactwa.

## Architektura
Według zachowanych źródeł ikonograficznych, przed zniszczeniem opactwo stanowiło zespół luźno połączonych ze sobą budynków sakralnych, gospodarskich oraz mieszkalnych. Mnisi zajmowali czworoboczny gotycki gmach otoczony krużgankiem, do którego wjazd prowadził przez imponującą, dwuwieżową elewację z bramą. Kościół św. Hiltrudy, zachowany do dziś w poważnie przekształconej formie, stanowił część drugiego czworoboku budynków, był jednonawowy ze strzelistą wieżą. Poza tym otoczony murem i rzędem baszt kompleks opactwa zawierał kilka jedno- lub dwupiętrowych skromnych budynków gospodarskich.
Dzisiejszy kościół św. Hiltrudy przykryty jest nowym dachem, posiada również nową, znacznie niższą, zakończoną hełmem wieżę. Ponad drzwiami bocznymi zachowały się gotyckie portale i skromne ostrołukowe okna. Fasada nie posiada rozety, którą zastępuje jedno półkoliste okno.